# Sculptor
Sculptor, el Escultor o el Taller del Escultor es una constelación menor del sur, que fue presentada por Nicolas Louis de Lacaille. Originalmente la llamó «el Estudio del Escultor», pero posteriormente, el nombre fue acortado. En Sculptor se encuentra el polo sur galáctico, perpendicular al plano de la Vía Láctea.

## Mitología
Fue introducida durante el siglo XVII, por lo que no tiene mitología relacionada.

## Características destacables

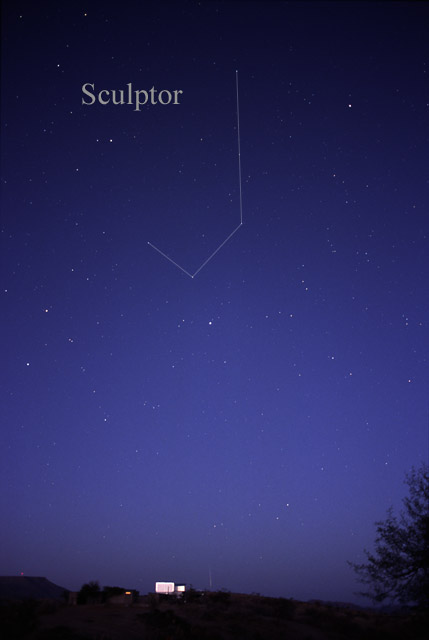
Constelación de Sculptor

La estrella más brillante de Sculptor es α Sculptoris, una gigante blanco-azulada de tipo espectral B7IIIp, representante de las llamadas estrellas Bw o estrellas con líneas débiles de helio, en las cuales la abundancia superficial de este elemento es especialmente baja.
No muy distinta es β Sculptoris, cuyo brillo es ligeramente inferior al de α Sculptoris. Catalogada como B9.5III (gigante) o B9.5V (estrella de la secuencia principal), es una estrella de mercurio-manganeso con una temperatura efectiva de 12 470 K y un campo magnético 1000 veces más intenso que el de la Tierra. En su superficie los contenidos de mercurio e itrio son 200 000 veces y un millón de veces más elevados que en el Sol respectivamente.
De diferentes características, ε Sculptoris es una estrella blanco-amarilla de la secuencia principal de tipo F1V casi cinco veces más luminosa que el Sol acompañada por una tenue compañera estelar clasificada como K1V. El período orbital en torno al centro de masas común es de 1200 años.
θ Sculptoris es similar a la componente principal de ε Sculptoris aunque algo más fría —tipo espectral F5V—, siendo su luminosidad 3,4 veces mayor que la luminosidad solar.
La variable más destacada de la constelación es R Sculptoris, una fría estrella de carbono de intenso color rojo que parece estar envuelta por una capa de polvo alejada de la estrella. Catalogada como variable semirregular, su brillo varía entre magnitud aparente +9,10 y +12,90 a lo largo de un período de 370 días.
Otro objeto de interés es VY Sculptoris, que da nombre a una suclase de variables cataclísmicas que se caracterizan porque ocasionalmente pierden brillo en más de una magnitud, sufriendo estallidos aislados de tipo nova enana durante el estado de menor brillo.
Cocibolca —nombre de HD 4208 de acuerdo a la UAI— es una enana amarilla de tipo G5V que cuenta con un planeta extrasolar cuya masa mínima equivale al 80 % de la masa de Júpiter.
Igualmente, HD 4113 es otra enana amarilla donde se ha descubierto un planeta, cuya órbita es una de las más excéntricas que se conocen (ε = 0,90).
Distante 25 años luz de la Tierra, LHS 1070 es una enana roja que forma un sistema con dos enanas marrones; en uno de estos objetos subestelares se registró una llamarada que supuso un aumento de brillo de 8,2 magnitudes en banda B, la mayor amplitud observada en este tipo de eventos.

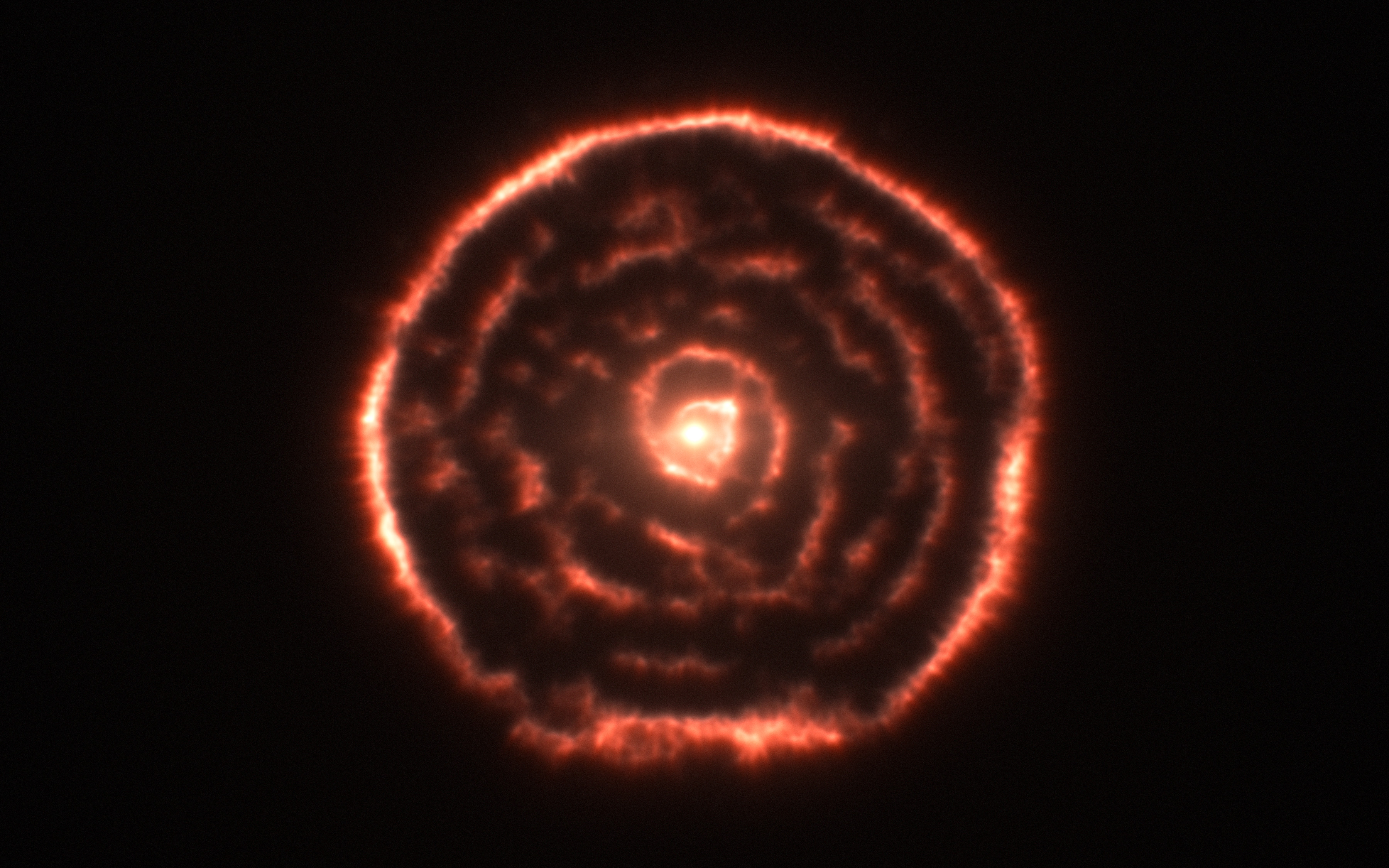
Imagen obtenida con ALMA de la estructura espiral en torno a R Sculptoris

Entre los objetos de cielo profundo hay varias galaxias interesantes. NGC 253 —conocida también como galaxia de la moneda de plata— es una galaxia espiral barrada a 12,9 millones de años luz de la Vía Láctea. Es la galaxia más brillante del Grupo de Sculptor, uno de los grupos de galaxias más próximos al Grupo Local.
NGC 300 es otra galaxia espiral, una de las más cercanas al Grupo Local, probablemente situada entre este y el Grupo de Sculptor. Parece que está gravitacionalmente ligada a NGC 55, ocasionalmente llamada galaxia de la Ballena.
Mucho más distante, la galaxia Rueda de Carro (ESO 350-40) es una galaxia lenticular y anular a unos 500 millones de años luz de distancia. Se cree que en el pasado era una galaxia espiral normal antes de que sufriera una colisión frontal con una galaxia más pequeña hace 200 millones de años.
Mucho más cercana a nosotros se encuentra la Enana de Sculptor, galaxia enana esferoidal satélite de la Vía Láctea distante 290 000 años luz. Parece estar compuesta en buena parte de materia oscura, con un 99 % de su masa en este tipo de materia, y solo el 1 % restante en forma de materia ordinaria.

## Estrellas notables y con nombre propio
| BD | Nombre de estrella  | Mag.  | Distancia (al) | Comentarios                                                          |
| -- | ------------------- | ----- | -------------- | -------------------------------------------------------------------- |
| α  | Alfa Sculptoris     | 4,30  | 680            | - Estrella variable SX Arietis                                       |
| β  | Beta Sculptoris     | 4,38  | 178            | - Estrella de mercurio-manganeso                                     |
| γ  | Gamma Sculptoris    | 4,41  | 179            | - Gigante naranja                                                    |
| δ  | Delta Sculptoris    | 4,59  | 143            | - Sistema estelar triple                                             |
| η  | Eta Sculptoris      | 4,86  | 548            |                                                                      |
| ε  | Épsilon Sculptoris  | 5,29  | 89,5           | - Estrella múltiple                                                  |
| ζ  | Zeta Sculptoris     | 5,04  | 510            | - Binaria espectroscópica                                            |
| ι  | Iota Sculptoris     | 5,18  | 311            |                                                                      |
| θ  | Theta Sculptoris    | 5,24  | 71,1           | - Estrella blanco-amarilla de la secuencia principal                 |
| π  | Pi Sculptoris       | 5,25  | 217            | - Gigante naranja                                                    |
| μ  | Mu Sculptoris       | 5,30  | 291            |                                                                      |
| κ² | Kappa-2 Sculptoris  | 5,41  | 581            |                                                                      |
| κ¹ | Kappa-1 Sculptoris  | 5,42  | 224            |                                                                      |
| σ  | Sigma Sculptoris    | 5,50  | 227            | - Estrella variable α² Canum Venaticorum                             |
| ξ  | Xi Sculptoris       | 5,59  | 628            |                                                                      |
| τ  | Tau Sculptoris      | 5,69  | 202            |                                                                      |
| λ² | Lambda-2 Sculptoris | 5,90  | 372            |                                                                      |
| λ¹ | Lambda-1 Sculptoris | 6,05  | 432            |                                                                      |
|    | R Sculptoris        | 5,79  | 1550           | - estrella de carbono y variable semirregular                        |
|    | HD 4113             | 7,91  | 144            | - tiene un exoplaneta en una órbita muy excéntrica                   |
|    | HD 4208             | 7,79  | 107            | - tiene un planeta extrasolar                                        |
|    | LHS 4040 y LHS 4039 | 12,8  | 65,5           | - sistema estelar compuesto por una enana blanca y dos enanas rojas  |
|    | WD 0137-349         | 15,33 | 333            | - sistema binario formado por una enana blanca y una enana marrón    |
|    | LHS 1070            | 15,42 | 25,2           | - sistema estelar compuesto por una enana roja y dos enanas marrones |

Fuente: The Bright Star Catalogue, 5th Revised Ed., The Hipparcos Catalogue, ESA SP-1200

## Objetos Notables de Cielo Profundo
- Enana de Sculptor
- Galaxia Rueda de Carro
- NGC 7
- NGC 101

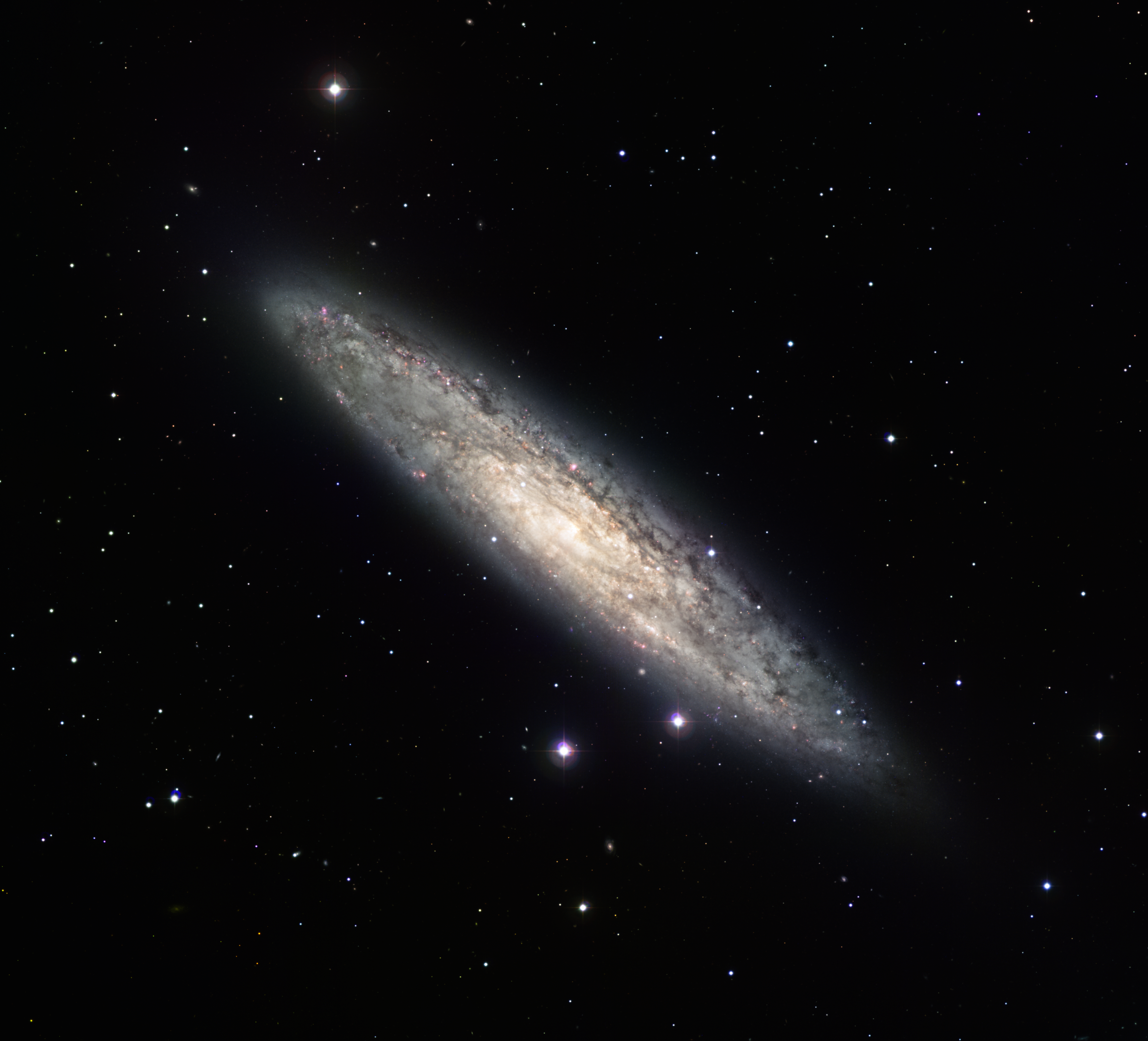
NGC 253 (galaxia de la Moneda de Plata).

- NGC 253 (Galaxia de la Moneda de Plata)
- NGC 300
- NGC 418